# يرقانيات
اليرقانيات (الاسم العلمي: Larvacea) (طائفة الزائديات (الاسم العلمي: Appendicularia)) وهي زقيات تعوم بأنفراد تتواجد في جميع محيطات العالم. مثل معظم الزقيات تتغذى الزائديات عن طريق الترشيح. وخلافا لمعظم الزقيات الأخرى فهي تعيش في منطقة البحر المفتوح، وتحديدا في الجزء العلوي المشمس من المحيط (المنطقة المضاءة) أو في بعض الأحيان أعمق. وهي حيوانات من العوالق الشفافة، طول جسمها بشكل عام أقل من 1 سم (باستثناء الذيل).